# Yrjö Nikkanen
Jouko Yrjö Nikkanen (Kanneljärvi, 31 de dezembro de 1914 – Suoniemi, 18 de novembro de 1985) foi um atleta finlandês de lançamento de dardo.